# Чжанцзячуань-Хуэйский автономный уезд
Чжанцзячуа́нь-Хуэ́йский автоно́мный уе́зд (кит. упр. 张家川回族自治县, пиньинь Zhāngjiāchuān huízú zìzhìxiàn) — автономный уезд городского округа Тяньшуй провинции Ганьсу (КНР). Название «Чжанцзячуань» означает «река семьи Чжан».

## История
При империи Хань в 114 году до н. э. был создан округ Тяньшуй (天水郡), состоящий из 16 уездов; в этих местах был образован уезд Лунсянь (陇县). В 106 году до н. э. была создана область Лянчжоу (凉州), власти которой с 42 по 188 годы размещались в Лунсяне. В 74 году к уезду Лунсянь был присоединён уезд Циншуй.
После раскола империи Хань на три государства эти земли оказались в составе царства Вэй, и уезд Циншуй был создан вновь, а затем уезд Лунсянь был присоединён к уезду Циншуй.
После того, как эти места были захвачены чжурчжэнями и вошли в состав империи Цзинь, в 1157 году из уезда Циншуй были выделены уезды Циньань, Ефан (冶坊县) и Лунчэн (陇城县). После монгольского завоевания в 1270 году уезд Ефан был присоединён к уезду Циншуй, а уезд Лунчэн — к уезду Циньань.
В декабре 1949 года был создан Специальный район Тяньшуй (天水专区), и уезды вошли в его состав. В июле 1953 года из уездов Циншуй, Циньань, Чжуанлан и Лунси были выделены 37 волостей, которые были объединены в Чжанцзячуань-Хуэйский автономный район (张家川回族自治区). В октябре 1955 года Чжанцзячуань-Хуэйский автономный район был преобразован в Чжанцзячуань-Хуэйский автономный уезд.
В декабре 1958 года уезд Циншуй и Чжанцзячуань-Хуэйский автономный уезд были объединены в Циншуй-Хуэйский автономный уезд (清水回族自治县), но в декабре 1961 года уезд Циншуй был воссоздан. В 1969 году Специальный район Тяньшуй был переименован в Округ Тяньшуй (天水地区).
Постановлением Госсовета КНР от 8 июля 1985 года Округ Тяньшуй был преобразован в Городской округ Тяньшуй.

## Административное деление
Автономный уезд делится на 6 посёлков и 9 волостей.